# Pardalota karschiana
Pardalota karschiana är en insektsart som beskrevs av Günther Enderlein 1907. Pardalota karschiana ingår i släktet Pardalota och familjen vårtbitare. Inga underarter finns listade i Catalogue of Life.